# آرثر دي. غانونغ
آرثر دي. غانونغ هو لاعب كرلنغ ‏ وسياسي كندي، ولد في 3 أغسطس 1877 في سانت استيفان، نيو برونزويك ‏ في كندا، وتوفي في 21 نوفمبر 1963 في سانت جون في كندا. نشط حزبياً في الحزب الكندي التقدمي المحافظ. وقد انتخب عضو مجلس العموم الكندي.